# Горня Жрвниця
45°11′ пн. ш. 15°41′ сх. д. / 45.18° пн. ш. 15.68° сх. д.
Горня Жрвниця (хорв. Gornja Žrvnica) — населений пункт у Хорватії, у Карловацькій жупанії у складі громади Цетинград.

## Населення
Населення за даними перепису 2011 року становило 2 осіб.
Динаміка чисельності населення поселення: